# Кит Телер
Кит Телер или Мали ренџер (итал. Piccolo Ranger) је италијански стрип који су створили сценариста Андреа Лавецоло (итал. Andrea Lavezzolo) и цртач Франческо Гамба (итал. Francesco Gamba). Премијеру је имао 15. јуна 1958. године, а припада жанру вестерн стрипа. Радња се дешава на Дивљем западу. Телера први пут упознајемо као четрнаестогодишњег дечака ирског порекла којем је мајка умрла, док је отац Тед, такође ренџер, оптужен за издају. За разлику од других стрип јунака које одмах упознајемо као доказане хероје и снагаторе, Кит из првих авантура излази као победник захваљујући првенствено срећи, случајности а потом и лукавству. За разлику од других, Кит по правилу у својим проценама испада наиван, бива претучен и заробљен. Тек кад од Чин-Лаоа научи нешто од тајни источњачких борби, примењује и силу. На почетку серијала он је обичан редов, да би касније добио чинове наредника и капетана. Његов нераздвојни пратилац је Френки Белевен. Од ликова се још срећу О’ Хара, отац Мозес, Ибрахим и Чин-Лаоа, и његова велика љубав Кларет, са којом ће се касније венчати и живети на ранчу. 

## Издавач оригиналних издања
Издавач стрипа у Италији је Sergio Bonelli Editore

## Издавач у бившој Југославији
У некадашњој Југославији стрип је једно време излазио паралелно у Златној серији (1970—1971) и Лунов магнус стрипу. Епизоде Малог ренџера објављене у Златној серији су изашле у бројевима 38, 40, 41, 50, 52, 54, 80, и 84.
Кит се у потпуности ”сели” у Лунов магнус стрип 1971. године када у Златној серији почиње да се објављује Командант Марк (ЗС-85). Прва епизода Кита Телера у ЛМС изашла је у бр. 8: Пруга неће проћи 1969. године.
Последња нацртана епизода Малог Ренџера објављена је у Италији 1985. год. У ЛМС је објављена 1986. год у ЛМС-691 под називом Тврђава у пламену. Након тога (1986-1991) су у ЛМС премијерно приказане неке од првих епизода Кит Телера, као и неке које су већ објављиване на самом почетку едиције.

## Китово годиште
У епизоди Данхевнови наследници (ЛМС190) помиње да је Кит још увек малолетан и има 15 година. Пошто се радња дешава 1876. године, то значи да је Кит рођен 1861. године.
У епизоди Окрутна Пенелопа (ЛМС206) радња се дешава десет година након завршетка Грађанског рата, дакле такође 1876. године.
U epizodi Četiri begunca (LMS-258), radnja se dešava 1874. godine, što znači dve godine pre događaja u LMS-190 i LMS-206, iako je ta epizoda premijerno objavljena posle pomenutih epizoda.

## Кратак садржај епизода
Главни текст: Кит Телер (Списак и садржај епизода) Лунов магнус стрип се нарочито у почетку серија није придржавао оригиналног редоследа епизода.

## Насловнице
Насловне стране оригиналних издања Кита Телера је до бр. 186 цртао Франко Донетели, познат по епизодама Загора. Од бр. 187-255 цртање насловница преузео је Франческо Гамба. Редакција Дневника је често објављивала репродукције Донателијевих насловница. Један део нацртао је Бранко Плавшић.

## Цртачи Малог ренџера
Највећи број епизода Малог ренџера нацртао је италијански цртач Франческо Гамба. Његов стил се значајно променио од прве до последње епизоде (1958-1985). После Гамбе, велики број епизода нацртала је Лина Буфоленте и Франко Бињоти. Четврти најзначајнији аутор био је Бирађо Балзано (нацртао епизоде ЛМС170).